# Aleksandr Golicyn (generał)
Aleksandr Siergiejewicz Golicyn (ros. Александр Сергеевич Голицын, ur. 21 stycznia 1789 w Zubriłowce, zm. 24 września 1858 w Kaliszu) – rosyjski książę i wojskowy, generał-major armii rosyjskiej.

## Pochodzenie
Pochodził z książęcego rodu Golicynów, wywodzącego się w prostej linii od jednego z potomków wielkiego księcia litewskiego Giedymina, którego członkowie od wieków odgrywali niepoślednią rolę w państwie rosyjskim. Urodził się w rodowej siedzibie, w Zubriłowce (ros. Зубриловка) w guberni pezneńskiej.
Ojcem Aleksandra Siergiejewicza był książę Siergiej Fiedorowicz Golicyn (1749-1810), generał, dowodzący m.in. korpusem rosyjskiej armii w okresie insurekcji kościuszkowskiej (1794).
Jego matką była Barbara (Warwara) Wasiliewna z Engelhardtów (1757-1815), siostrzenica, a zarazem kochanka księcia Grigorija Potiomkina, faworyta carycy Katarzyny II (jej siostra Aleksandra była żoną targowiczanina, hetmana Franciszka Ksawerego Branickiego).

## Służba wojskowa
Służbę wojskową rozpoczął w okresie wojen napoleońskich, w 1806 został podoficerem gwardyjskiego pułku siemionowskiego, w 1810 został porucznikiem, podczas kampanii 1807 roku walczył pod Guttstadt, Heilsbergiem i Frydlandem. Oznaczył się w wojnie 1812 roku walcząc pod Borodino i Tarutino, za co otrzymał ordery św. Włodzimierza IV klasy i św. Anny II klasy.
W 1812, Aleksander Siergiejewicz, już w stopniu kapitana gwardii, nawiązał romans z obdarzoną wielką urodą i wielce muzykalną hrabiną Karoliną Teresą Chodkiewiczową (ur. 1778), córką wojewody sieradzkiego Michała Walewskiego i Jadwigi z Turnów. Hrabina była żoną hrabiego Aleksandra Chodkiewicza, pułkownika wojsk polskich, który w 1813 był jednym z dowódców twierdzy Modlin, po jej kapitulacji dostał się do niewoli, a jego majątek, położony na terenach Imperium Rosyjskiego, uległ sekwestrowi. Hrabina wnet rozwiodła się z Chodkiewiczem (1814), a następnie szczęśliwi kochankowie zawarli związek małżeński. W 1816 Golicyn był już podpułkownikiem, służąc w Lejb-Gwardyjskim Pułku Ułanów Jego Wysokości, który stacjonował w Warszawie, stolicy tzw. Królestwa Polskiego. Pochodzący z arystokratycznego rodu, z urodziwą i lubiącą brylować małżonką, książę Golicyn był jedną z bardziej popularnych figur stołecznej Warszawy. Jednakże szybko popadł w niełaskę wielkiego księcia Konstantego, okazując swoje liberalne poglądy i deklamując satyryczne wiersze.

## Zagraniczne wojaże
W 1818 roku Golicyn zrezygnował ze służby wojskowej, początkowo zamieszkał pod Warszawą, by później wraz z żoną i synem Włodzimierzem (ur. 1821) udać się na zagranicę. Przez kilkanaście lat przebywał we Włoszech i Szwajcarii, prowadził salony w Rzymie i Genewie, w 1831 w Rzymie poznał Adama Mickiewicza, z którym jednak poróżnił go stosunek do powstania listopadowego.

## Powrót do Królestwa Polskiego
Gdy małżonka Golicyna także opowiedziała się po stronie polskich powstańców, Golicyn porzucił żonę i wrócił do Warszawy, na co wpływ miało również częściowe roztrwonienie majątku podczas zagranicznych wojaży. W 1838 ponownie wstąpił do armii rosyjskiej, stacjonującej na terenie spacyfikowanego Królestwa Polskiego. W 1842 Golicyn został wojennym naczelnikiem okręgu lubelskiego, a następnie okręgu kaliskiego, w 1849 zdążył odbyć kampanię węgierską.
Ostatnie 15 lat życia spędził w Kaliszu, tam w 1846 (po śmierci pierwszej żony) poślubił Polkę Eleonorę Zarzycką. Zmarł „po ciężkiej słabości” w dniu 12 (24) września 1858 w Kaliszu, gdzie został pochowany na miejscowym cmentarzu prawosławnym. W pogrzebie uczestniczyli m.in. landraci przygranicznych pruskich powiatów krotoszyńskiego, pleszewskiego i ostrowskiego, oficerowie oraz orkiestra wojskowa armii pruskiej, miejscowe komendy Inwalidów, Kozaków, przedstawiciele kaliskich cechów rzemieślniczych, uczniowie Wyższej Szkoły Realnej oraz kaliscy urzędnicy w galowych uniformach.

## Rodzina
Z pierwszego małżeństwa z Karoliną Teresą Walewską pochodził syn Włodzimierz (1821-1846), z drugiego małżeństwa z Eleonorą Zarzycką urodzili się: synowie Siergiej (1845-1905) i Michaił (1849- po 1918) oraz córki Jewgienia (1852-1919) i Jelizawieta (1855- po 1919).

## Niektóre ordery
Kawaler rosyjskich orderów św. Anny I kl., św. Stanisława I kl., św. Jerzego kl. IV, św. Włodzimierza kl. III, pruskich Pour le Mérite, Orła Czerwonego kl. II oraz szwedzkiego Orderu Miecza.